# Kunzea recurva
Kunzea recurva är en myrtenväxtart som beskrevs av Johannes Conrad Schauer. Kunzea recurva ingår i släktet Kunzea och familjen myrtenväxter. Inga underarter finns listade i Catalogue of Life.